# Lips Together, Teeth Apart
Lips Together, Teeth Apart, portato in scena in Italia con il titolo Festa d'estate, è un'opera teatrale del drammaturgo statunitense Terrence McNally, debuttata a New York nel 1991.

## Trama
Una comunità gay a Fire Island è l'improbabile ambientazione per una coppia etero che trascorre il weekend del 4 luglio nella casa che Sally ha ereditato dal fratello, morto di AIDS. Attraverso i monologhi di altri personaggi, il pubblico scopre la solitudine dei protagonisti, che si sentono sempre più abbandonati e disperati al pensiero delle stravaganti feste dei loro vicini omosessuali.

## Produzioni
La commedia debuttò al New York City Center Stage 1 del Manhattan Theatre Club nell'Off Broadway il 28 maggio 1991 e chiuse il 5 gennaio 1992 dopo 250 repliche. John Tillinger curava la regia, mentre il cast comprendeva Christine Baranski (Chloe), Swoosie Kurtz (Sally), Nathan Lane (Sam) ed Anthony Heald (John). La pièce fu candidata all'Outer Critics Circle Award per la migliore nuova opera teatrale e Christine Baranski vinse il Drama Desk Award per la sua interpretazione.
La prima italiano è del 1993 al Teatro San Babila di Milano, col il titolo di Festa d'estate, la regia di Piero Maccarinelli e Sergio Fantoni nel cast.
Il debutto a Broadway era previsto per il 29 aprile 2010, all'American Airlines Theatre. Joe Mantello curava la regia e il cast comprendeva Megan Mullally, Lili Taylor, David Wilson Barnes e Patton Oswalt. Il 24 marzo Megan Mullally abbandonò il cast a causa del fatto che il regista avesse respinto la sua richiesta di rimpiazzare Oswalt per la sua mancanza di esperienza a teatro. In seguito alla defezione della prima attrice la produzione fu posticipata e poi cancellata.